# Rhyacophila kumanskii
Rhyacophila kumanskii là một loài Trichoptera trong họ Rhyacophilidae. Chúng phân bố ở miền Cổ bắc.